# Л'Енова
Л'Енова, Енова (валенс. L'Ènova (офіційна назва), ісп. Énova) — муніципалітет в Іспанії, у складі автономної спільноти Валенсія, у провінції Валенсія. Населення — 991 особа (2010).

## Географія
Муніципалітет розташований на відстані близько 310 км на південний схід від Мадрида, 48 км на південь від Валенсії.

## Демографія
Динаміка населення (INE ):

## Галерея зображень

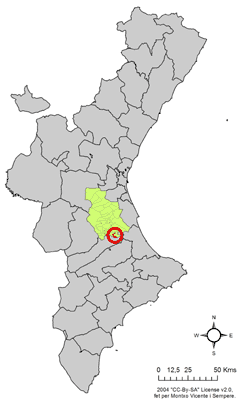
Розташування муніципалітету у автономній спільноті Валенсія
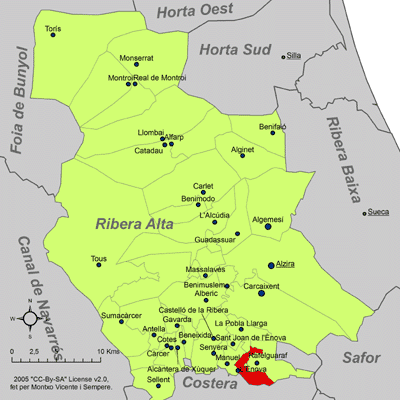
Розташування муніципалітету Л'Енова у комарці Рібера-Альта